# Pavel Jadasevich
Pavel Uladzimiravich Jadasevich (en bielorruso: Павел Уладзіміравіч Хадасевіч; Barysau, 16 de julio de 1993) es un deportista bielorruso que compite en halterofilia.
Ganó una medalla de plata en el Campeonato Mundial de Halterofilia de 2018 y una medalla de bronce en el Campeonato Europeo de Halterofilia de 2024. Participó en los Juegos Olímpicos de Río de Janeiro 2016, ocupando el sexto lugar en la categoría de 85 kg.

## Palmarés internacional
| Campeonato Mundial | Campeonato Mundial     | Campeonato Mundial | Campeonato Mundial |
| Año                | Lugar                  | Medalla            | Categoría          |
| ------------------ | ---------------------- | ------------------ | ------------------ |
| 2018               | Asjabad (Turkmenistán) | Medalla de plata   | 89 kg              |
| Campeonato Europeo |                        |                    |                    |
| Año                | Lugar                  | Medalla            | Categoría          |
| 2024               | Sofía (Bulgaria)       | Medalla de bronce  | 96 kg              |